# Gamskarkogel
Der Gamskarkogel ist ein 2467 m ü. A. hoher Berg in der Ankogelgruppe im österreichischen Bundesland Salzburg. Er erhebt sich im Osten des Gasteinertals und im Westen des Großarltals. 

## Wanderrouten
Von Bad Hofgastein aus startet man den Aufstieg auf den Gamskarkogel beim Annencafe auf 1074 m. Gut beschildert erreicht man auf einer Seehöhe von 1743 m die Rastötzenalm. Hier hat man die Wahl, den direkten Weg auf den Gamskarkogel zu wählen – Gesamtgehdauer ca. 4 Stunden – oder über die Schmalzscharte (2159 m ü. A.) und den Frauenkogel (2423 m) den Gamskarkogel zu besteigen – dies beansprucht ca. 5 Stunden Gehzeit. 
Der Grüne Baum, ein ehemaliges Hotel, ist Ausgangspunkt für den Aufstieg von Bad Gastein aus. Über die Poserhöhe (1502 m) erreicht man die Toferer Scharte mit bereits 2091 m. Der Gamskarkogel ist über diesen Weg innerhalb von ca. 4 Stunden erreichbar.
Großarl bietet zwei Aufstiegsmöglichkeiten: Vom Mandldörfl aus ist die erste Zwischenstation die Aigenalm. Nach Schmalzscharte (2159 m), Tennkogel (2333 m) und Frauenkogel (2423 m) erreicht man den Gamskarkogel innerhalb von ca. 5 Stunden. Über die Hasler Heimalm und die Bachalm, die sich auf 1535 m befindet, erreicht man den Gamskarkogel via Frauenkogel (2423 m) – Gehzeit ca. 4 Stunden.
Startet man die Wanderung in Hüttschlag, geht man von Hinterfeld aus über die Harbachalm (1612 m) und die Toferer Scharte (2091 m) innerhalb von ca. 4 Stunden auf den Gamskarkogel.

## Unterkunft
Auf dem Gamskarkogel befindet sich die Gamskarkogelhütte, auch Badgasteinerhütte genannt. 

## Sonstiges
Am 15. Oktober 2004 verunglückte der deutsche Hobbyalpinist und Ötzi-Entdecker Helmut Simon bei einer Alleinwanderung auf den Gamskarkogel, nachdem er während eines Wetterumschwungs den markierten Weg verließ.